# Macromitrium trachypodium
Macromitrium trachypodium är en bladmossart som beskrevs av Mitten 1869. Macromitrium trachypodium ingår i släktet Macromitrium och familjen Orthotrichaceae. Inga underarter finns listade i Catalogue of Life.